# Karang Anyar (Beringin)
Karang Anyar is een bestuurslaag in het regentschap Deli Serdang van de provincie Noord-Sumatra, Indonesië. Karang Anyar telt 7749 inwoners (volkstelling 2010).